# Dusík
Dusík (chemická značka N, latinsky nitrogenium) je plynný chemický prvek, tvořící hlavní složku zemské atmosféry. Patří mezi biogenní prvky, které jsou základními stavebními kameny živé hmoty.

## Objev a název
V druhé polovině 18. století byla objevena složka vzduchu, která nepodporuje hoření ani dýchání. Tento plyn popsal jako první Němec Carl Wilhelm Scheele v roce 1777 a Francouz Antoine Lavoisier ho pojmenoval jako azote (tento název se používá např. ve francouzštině, ruštině (Азот) nebo polštině), což znamená 'dusivý plyn'. Poté, co bylo zjištěno, že je kyselina dusičná odvozena od dusíku, pro něj Chaptal navrhl název nitrogéne, což znamená 'ledkotvorný', který se udržel v latinském označení nitrogenium. Český název dusík vznikl překladem jeho německého názvu Stickstoff a pochází od Jana Svatopluka Presla; podobné názvy jsou ještě např. ve slovenštině (dusík) nebo slovinštině a chorvatštině (dušik).

## Vlastnosti
Dusík je plyn bez barvy, chuti a zápachu. Není toxický ani jinak nebezpečný. Dusík je v atmosféře tvořen dvouatomovými molekulami, které jsou spojeny velmi pevnou trojnou vazbou. Tato trojná vazba má za následek jeho nízkou reaktivitu. Dusík je inertní plyn, to znamená, že reaguje s jinými chemickými sloučeninami pouze za vysokých teplot a tlaků. Za laboratorní teploty reaguje pouze s lithiem a hořčíkem. Za vysokých teplot se však dusík slučuje s většinou prvků – např. s kyslíkem okolo teploty 2 500 °C.
Naproti tomu atomární dusík je velmi reaktivní a nelze ho uchovávat. Jeho vysoká reaktivita spočívá v tom, že má ve valenční vrstvě 3 nepárové elektrony. Stability docílí tím, že buď přijme tři elektrony a vytvoří stabilní oktet ve valenční sféře N3−, nebo odevzdá až 5 elektronů a získá tím kladnou valenci, např. N1+, N3+ nebo N5+.
Dusík má po kyslíku a fluoru třetí nejvyšší hodnotu elektronegativity, a proto u něj převládá schopnost vytvářet aniont, který se nazývá nitridový N3−. Pouze ve sloučeninách s kyslíkem a fluorem je schopen tvořit ionty, kde se uplatňuje v kladné valenci. Například v dusičnanech má dusík oxidační číslo N5+.

## Vazebné možnosti dusíku
Pomocí přesunů elektronu je možné nalézt a vyjádřit určité mezní elektronové konfigurace valenční sféry atomů dusíku ve sloučeném stavu. Aby tedy dusík dosáhl max. záporného oxidačního stavu, musí přijmout tři elektrony. Aby dosáhl max. kladného oxidačního stavu 5, musí odtrhnout pět elektronů.
Kvůli své elektronegativitě dusík nemůže spontánně přesunout svou elektronovou hustotu z atomů při vytváření vazeb s jinými elektronegativnějšími prvky, ale zároveň není jeho elektronegativita dostatečně vysoká na "přetáhnutí" vazebných elektronů do valenční sféry při vazbě s elektropozitivními prvky. Z tohoto důvodu jsou atomy dusíku ve většině svých sloučenin zapojeny v kovalentních vazbách a jednoatomové ionty téměř netvoří.
Běžně se u dusíku vyskytují homonukleární vazby. V roce 2025 byla publikována příprava alotropu N6.
Díky vysoké pestrosti vazebných situací se dusík vyskytuje prakticky ve všech svých oxidačních stavech (−3 až 5).

## Výskyt v přírodě

Schéma koloběhu dusíku

V elementární podobě se s dusíkem setkáváme prakticky neustále, tvoří totiž 78 % (objemových) zemské atmosféry. Ve stopách se v atmosféře vyskytuje také amoniak, který se uvolňuje tlením organických sloučenin a při elektrickém výboji (například blesku). Při blesku může také dojít v atmosféře k reakci dusíku s kyslíkem za vzniku oxidu dusnatého, který ihned reaguje s kyslíkem za vzniku oxidu dusičitého a ten reaguje s vzdušnou vlhkostí a kyslíkem za vzniku kyseliny dusičné, která se vyskytuje v kyselých deštích.
Vzhledem k rozpustnosti prakticky všech svých anorganických solí se téměř nevyskytuje v běžných horninách. Všechny tyto látky byly v průběhu času dávno spláchnuty do oceánů a tam se opět zapojily do různých biologických cyklů. Výjimkou je např. chilský ledek neboli dusičnan sodný NaNO3, který pravděpodobně vznikl rozkladem rostlinných a živočišných látek zejména na chilském pobřeží. Významným zdrojem organického dusíku jsou především objemné vrstvy ptačího trusu, nazývané guano a využívané především jako hnojivo.
Dusík je významný biogenní prvek, který se vyskytuje ve významných organických sloučeninách a ve všech živých organismech. Rostliny ho přijímají kvůli svému růstu a nevylučují ho. Živočichové ho využívají k tvorbě bílkovin a vylučují ho v podobě močoviny, amoniaku nebo kyseliny močové.

## Příprava

### Laboratorní příprava

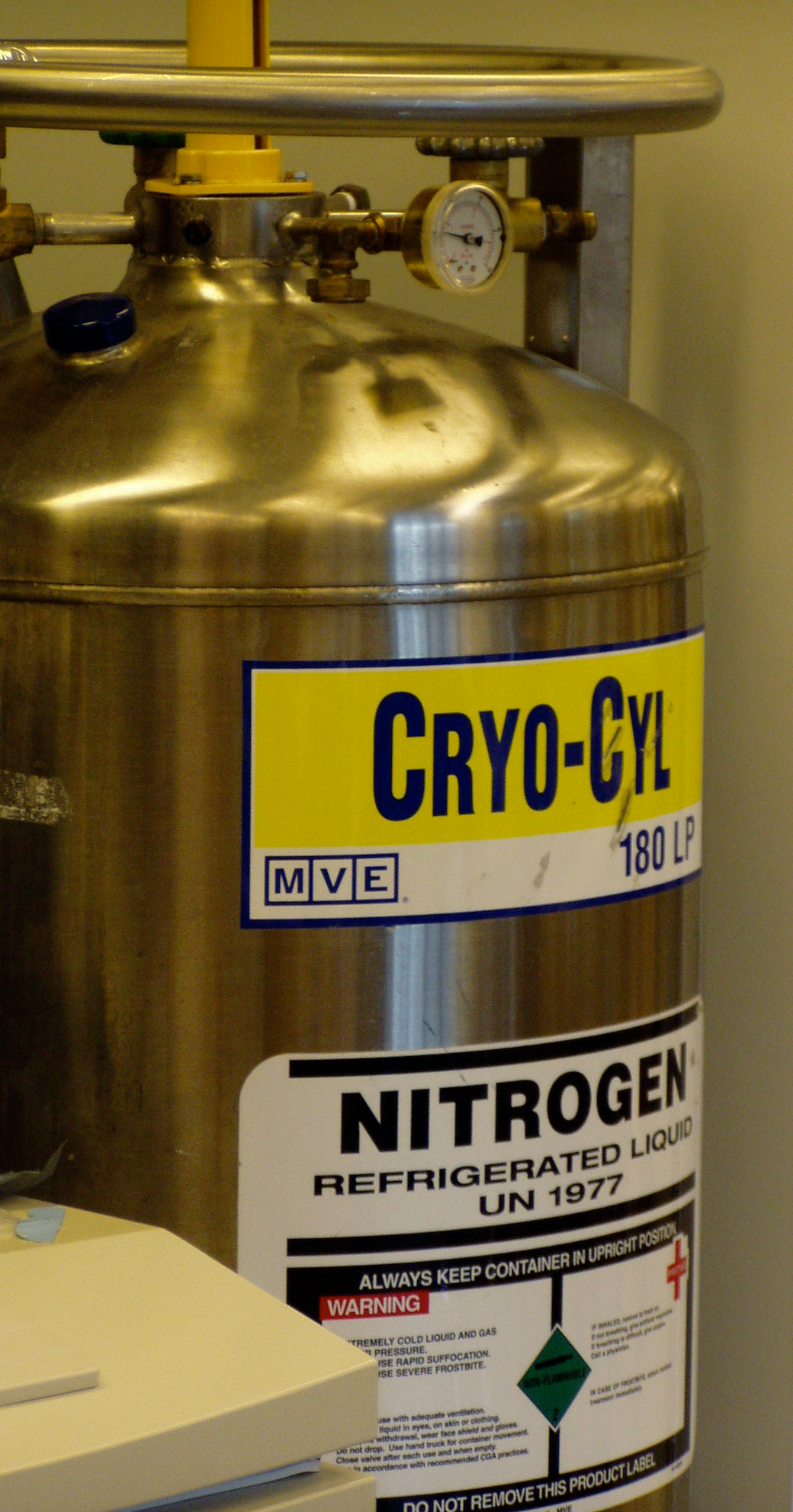
Nádrž s kapalným dusíkem, užívaná k plnění kryostatů

- Nejvýhodnější laboratorní příprava čistého dusíku se provádí zahříváním koncentrovaného roztoku dusitanu amonného nebo směsi roztoku chloridu a dusitanu amonného. Aby se odstranily stopy přimíšených oxidů dusíku, promývá se dusík směsí dichromanu draselného a kyseliny sírové.

NH4NO2 → N2 + 2 H2O
- Často se ještě dusík v laboratoři připravuje vedením vzduchu přes rozžhavenou měď. Měď reaguje s kyslíkem a vzniká černý oxid měďnatý. Vzniklý dusík není úplně čistý, protože vzduch obsahuje okolo 1 % argonu a dalších vzácných a netečných plynů. Tomuto dusíku se říká atmosférický dusík.
- Další možná příprava dusíku v laboratoři, při které získáme obzvláště čistý dusík, je tepelný rozklad amoniaku. Při tomto postupu vedeme amoniak přes práškový nikl při teplotě 1 000 °C. Vodík poté od dusíku oddělíme na základě odlišných teplot varu.

### Průmyslová výroba
- Dusík se dříve technicky připravoval vedením vzduchu přes rozžhavené uhlí nebo koks, čímž se kyslík spálí na oxid uhličitý. Oxid uhličitý se následně od dusíku odstraní promýváním ve vodě. Takto získaný dusík obsahuje okolo 1 % vzácných a dalších netečných plynů a nazývá se atmosférický dusík.
- Dusík se dnes prakticky výlučně vyrábí nízkoteplotní rektifikací zkapalněného vzduchu a tvoří přitom spíše přebytky při výrobě více žádaného kyslíku. Při postupném ochlazování nejprve dochází k oddělení kapalného CO2. Dále dochází ke zkapalnění kyslíku s dusíkem, případně ještě argonem. Hélium zůstává plynné a tím je ze směsi odděleno (vč. jiných vzácných plynů). Kapalná směs je pak dělena v rektifikační koloně. Představa o frakční destilaci vyučovaná na základních a středních školách je jen zjednodušením a má daleko k průmyslové realitě. Taková velkokapacitní výroba dusíku v rámci ČR je realizována např. v průmyslové zóně Litvínov-Záluží (areál spol. Unipetrol RPA). Kromě přímého expedování se přímo v areálu využívá např. k výrobě amoniaku a také jako důležitý prvek zajišťující bezpečnost umístěných chemických výrob.

## Použití

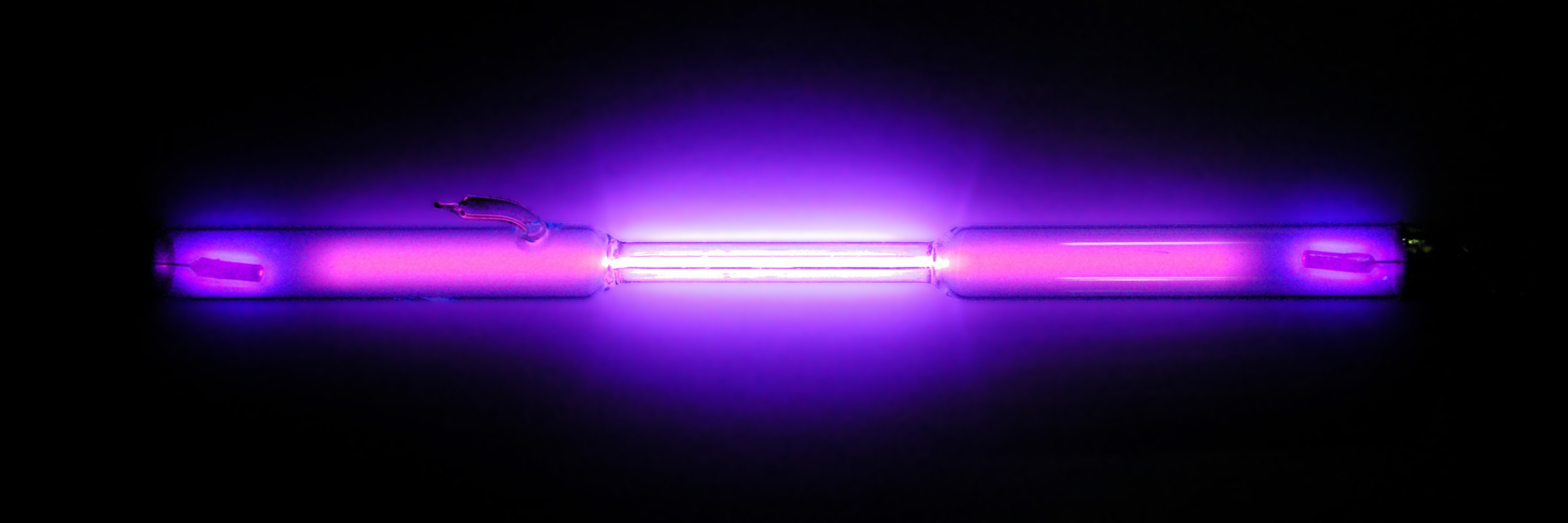
Dusíková výbojka

Amoniak a následně z něj vyrobená kyselina dusičná jsou látky, které se vyrábějí v chemickém průmyslu velmi mnoho. Amoniak hlavně jako hnojivo a chemická látka k výrobě dalších amonných a jiných sloučenin a kyselina dusičná jako významné oxidovadlo, které se používá i k dalším anorganickým a organickým syntézám.

### Plynný dusík
Plynný dusík nalézá využití jako inertní atmosféra např. v prostředí, kde hrozí nebezpečí výbuchu, pro svařování v inertní atmosféře (TIG), při výrobě integrovaných obvodů, nerezové oceli. Používá se také k plnění obalů, aby se výrobky nezmačkaly a nezvlhly – například brambůrky v sáčku.

### Kapalný dusík
Kapalný dusík se využívá v řadě kryogenních procesů, při nichž je třeba udržet prostředí na značně nízké teplotě. Příkladem je uchovávání tkání nebo spermií a vajíček v lázni z kapalného dusíku. Kapalným dusíkem jsou chlazeny polovodičové detektory rentgenového záření v různých spektrometrických aplikacích. V medicíně se používá k místní nekrotizaci tkáně, například bradavic.

### Pevný dusík
Pevný dusík se používá ve směsi s kapalným pro rychlejší chlazení, např. při kryokonzervaci spermií. Také je využíván jako matrice pro studium a uchovávání nestabilních sloučenin, např. volných radikálů. Příkladem může být studium komplexů kovů s N2 ligandy.

### Hnojiva
Dusíkatá hnojiva jsou látky, které se rostlinám dodávají, aby rostly rychleji. Rostliny dusík nevylučují a plně ho využívají k růstu. Rostliny, které byly hnojeny nadbytkem hnojiv s obsahem dusíku, lze poznat podle dužnatých tkání křehkých dužnatých orgánů, velkých, sytě zelených, listů. Takové rostliny se snadno poškodí a také více trpí chorobami a škůdci.
- Amoniak NH3 a jeho sloučeniny jsou jedním z nejvyužívanějších hnojiv v zemědělství. Plynný amoniak se v poslední době stává náhradou freonů v chladírenství. Amoniak se vyrábí přímou syntézou z plynů tzv. Haberovým–Boschovým procesem.
- Dusičnan amonný NH4NO3 je další často používané hnojivo bohaté na obsah dusíku. Dnes se však stejně jako síran amonný (NH4)2SO4 a dusíkaté vápno neboli kyanamid vápenatý CaCN2 využívá méně. Dusičnan amonný se také využívá k výrobě výbušnin, bengálských ohňů a samozápalných směsí.
- Močovina (NH2)2CO neboli diamid kyseliny uhličité se jako hnojivo v poslední době využívá stále více. Její výroba je nenáročná a velmi levná. Močovina se také používá k výrobě kopolymerů, jako jsou například močovinoformaldehydové pryskyřice.

Ostatní dusičnany, které se používají jako hnojiva, nejsou samy o sobě významné. Používají se hlavně ve směsi s dalšími látkami a vytváří tak komplexní hnojiva. Například dusičnan sodný NaNO3 a dusičnan draselný KNO3.
Použití dusíku je ale třeba zefektivnit, aby například nedocházelo ke zbytečnému znečišťování vod.

### Výbušniny

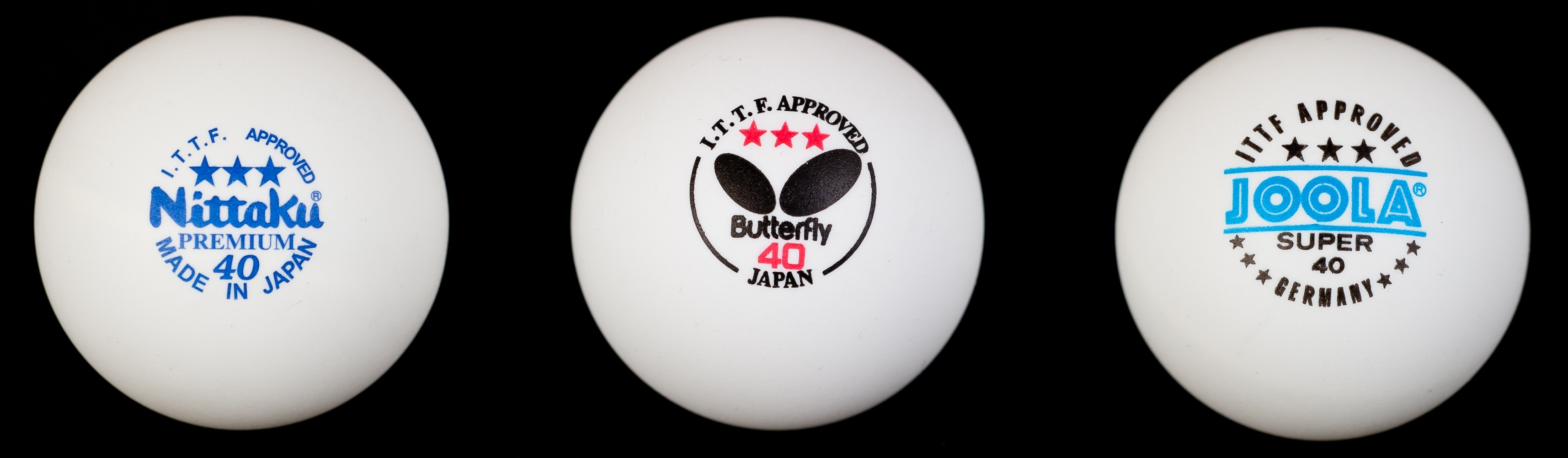
Pingpongové míčky vyrobené z nitrocelulózy

Mimořádných oxidačních vlastností sloučenin dusíku s valencí N5+ se již od dávnověku využívá při výrobě explozivních látek. Již v starověké Číně byla známa výroba střelného prachu, jehož podstatnou složku tvoří dusičnan sodný nebo draselný. V současné době se v tomto oboru uplatňují spíše organické sloučeniny, ať již jde o nitroglycerin nebo trinitrotoluen (TNT).

### Další použití
- Jako paliva raketových motorů se v minulosti používala jak kyselina dusičná jako oxidační činidlo, tak hydrazin jako zdroj spalovaného vodíku.
- Organické sloučeniny dusíku jako například aminy se používají k výrobě barviv a léčiv. Jiné dusíkaté organické deriváty se používají například k výrobě indikátorů v analytické chemii.
- Vodný roztok močoviny (32,5%) se používá pod komerčním názvem AdBlue ve vznětových motorech jako aditivum, sloužící ke snížení emisí výfukových plynů.

## Vliv na lidský organismus
Při zvyšování obsahu plynného dusíku v atmosféře může dojít k dušení, ztrátě vědomí až relativně netraumatické smrti vlivem nedostatku kyslíku.

## Sloučeniny

### Anorganické sloučeniny
Mezi anorganické sloučeniny dusíku se řadí amoniak a jeho deriváty, oxidy dusíku a dusíkaté kyseliny, peroxokyseliny a jejich soli.

#### Amoniak a jeho deriváty
Mezi deriváty amoniaku se řadí amidy, imidy a nitridy, které vznikají nahrazováním atomů vodíků v jeho molekule. Dále hydrazin, hydroxylamin, halogenidy a oxidohalogenidy dusíku a sloučeniny síry s dusíkem.
- Amoniak NH3 je plyn lehčí než vzduch, bez barvy, rozpustný ve vodě, má charakteristický štiplavý zápach, leptá sliznice a používá se jako hnojivo a surovina pro výrobu dalších anorganických a organických sloučenin. Při rozpouštění amoniaku ve vodě se reakcí s vodou tvoří z části molekul amoniaku tzv. hydroxid amonný.
- Derivát, který vzniká nahrazením jednoho atomu vodíku v amoniaku, se nazývá amid nebo amin. Amidy jsou deriváty amoniaku, které mají atom vodíku nahrazen kovem (např. amid sodný NaNH2) nebo si je můžeme představit odvozené náhradou skupiny OH v kyselinách za skupinu -NH2 (např. diamid kyseliny uhličité neboli močovina (NH2)2CO). Jako aminy se označují ostatní sloučeniny (např. chloramin NH2Cl). Toto dělení se používá pouze pro anorganické sloučeniny, v organických sloučeninách tyto názvy označují jiné sloučeniny.
- Derivát, který vzniká nahrazením dvou atomů vodíku v amoniaku, se nazývá imid nebo imin. Anion má tvar >NH2−. Rozdíl mezi imidem a iminem a použití těchto názvů je stejné jako u amidu a aminu.
- Derivát, který vznikne odtržením všech atomů vodíku z amoniaku, se nazývá nitrid nebo (pouze v některých sloučeninách) nitril. Jako nitril se označuje velmi málo sloučenin (např. kyselina nitrilosulfonová N(SO3H)3). Nitridy jsou obecně dvouprvkové sloučeniny dusíku s jinými prvky. Většinou to jsou pevné látky s velmi vysokými teplotami tání a varu.
- Hydrazin N2H4 je bezbarvá, na vzduchu silně dýmající kapalina. Má zásaditý charakter a je schopen tvořit soli hydrazínia. Hydrazin se používá jako redukční činidlo a raketové palivo.
- Hydroxylamin NH2OH nelze snadno připravit ve volném stavu, protože látka snadno detonuje. Stabilnější jsou její soli hydroxylaminia. Roztok hydroxylaminu reaguje silně zásaditě.
- Mezi halogenidy dusíku řadíme fluorodusík NF3, chlorodusík NCl3 a jododusík NI3. Bromodusík se nepodařilo připravit čistý, ale pouze jako amoniakát NBr3·6NH3. Fluorodusík je bezbarvý plyn, chlorodusík těkavá tmavě žlutá olejovitá kapalina a jododusík hnědočervená pevná látka. Všechny tyto látky jsou velmi nebezpečné, protože jsou velmi lehce explozivní, jododusík již při dotyku.
- Mezi sloučeniny síry s dusíkem patří několik látek. Nejznámější mají složení S4N4 tetranitrid síry a S4N2 dinitrid síry. Obě dvě jsou pevné krystalické látky, které při zahřátí detonují a rozkládají se na dusík a síru.

#### Oxidy dusíku
Oxidy dusíku jsou známy s dusíkem formální valence N1+ až N5+. Oxidy dusíku s mocenstvím N2+ až N5+ jsou hlavními složkami tzv. suchého neboli losangeleského smogu.
- Oxid dusný N2O, nazývaný také rajský plyn, je bezbarvý plyn slabého zápachu a nasládlé chuti, který byl v dřívějších dobách používán jako narkotikum při chirurgických operacích. Dnes se používá jako hnací plyn ve sprejích. Jeho struktura N≡N+−O− ↔ N−=N+=O ukazuje, že nejde o dusík jednovalentní.
- Oxid dusnatý NO je bezbarvý plyn, velmi jedovatý, který při kontaktu s kyslíkem reaguje na oxid dusičitý. Ve vodě je velmi málo rozpustný a řadí se mezi inertní oxidy.[zdroj?] Je to důležitý meziprodukt při výrobě kyseliny dusičné.
- Oxid dusitý N2O3 je temně modrá kapalina, která se za pokojové teploty rychle rozkládá na oxid dusnatý a oxid dusičitý. Stabilní je vedle těchto oxidů pouze v rovnováze.
- Oxid dusičitý NO2 je hnědočervený, silně jedovatý plyn charakteristického zápachu, který za pokojové teploty dimeruje na N2O4, který je bezbarvý. Oxid dusičitý je posledním meziproduktem při výrobě kyseliny dusičné a snadno se rozpouští ve vodě za vzniku kyseliny dusité a kyseliny dusičné.
- Oxid dusičný N2O5 je bezbarvá krystalická látka, která se na vzduchu rychle rozplývá. Oxid dusičný není stabilní a může bez vnější příčiny explodovat. Při reakci s ozonem lze získat sloučeninu s větším obsahem kyslíku, která má složení NO3 a nazývá se peroxid nitrosylu. Snadno se rozkládá a nelze ji získat v čistém stavu.

#### Oxohalogenidy dusíku
Známe dvě řady oxohalogenidů dusíku: halogenidy nitrosylu (NOX) a halogenidy nitrylu (NO2X). První jsou velmi reaktivní plyny, které lze vyrobit přímou halogenací oxidu dusného. Fluorid nitrosylu (NOF) je bezbarvý plyn, jde o silné fluorační a nitrační činidlo, čehož se využívá v syntéze. Chlorid nitrosylu (NOCl) je žlutý plyn, je to silný elektrofil a oxidační činidlo. Bromid nitrosylu (NOBr) je červený plyn, silné oxidační činidlo. Za pokojové teploty částečně disociuje na oxid dusnatý a brom. Fluorid a chlorid nitrylu (NO2F a NO2Cl) jsou bezbarvé plyny a silná oxidační činidla.

#### Kyseliny dusíku
Nejstálejší a nejdůležitější kyselinou dusíku je kyselina dusičná, další známé kyseliny dusíku jsou kyselina dusitá, kyselina azidovodíková a kyselina kyanovodíková. Další dvě téměř neznámé kyseliny dusíku jsou kyselina dusná, kyselina dusnatá a kyselina dusičitá.
- Kyselina azidovodíková HN3 je bezbarvá, ostře páchnoucí kapalina s jedovatými parami, které explodují velmi prudce, pokud přijdou do styku s horkým předmětem. Ve vodném roztoku je kyselina azidovodíková stálá. Je to slabá kyselina. Její soli azidy jsou ve vodě velmi dobře rozpustné a jsou stálejší než volná kyselina.
- Kyselina dusná H2N2O2 je bílá krystalická látka, která je v suchém stavu krajně explozivní. Dobře se rozpouští ve vodě a lihu. Je to velmi slabá kyselina, protože její disociace v roztoku je nepatrná. Její soli jsou znatelně stabilnější a nazývají se dusnany neboli hyponitrily.
- Kyselina dusnatá H4N2O4 je zatím známá pouze v podobě svých solí, protože se ji doposud nepodařilo připravit.
- Kyselina dusitá HNO2 je látka stálá pouze v chladných, silně zředěných roztocích. Při vyšší teplotě nebo ve větší koncentraci se rozkládá na kyselinu dusičnou, oxid dusnatý a vodu. Soli kyseliny dusité, dusitany neboli nitrity, jsou na rozdíl od kyseliny znatelně stabilnější a mají praktické využití při organických syntézách např. diazotaci.[11]
- Kyselina dusičná HNO3 je v čistém stavu bezbarvá kapalina, která se ve větší koncentraci na světle rozkládá na oxid dusičitý, vodu a kyslík. Kyselina je silné oxidační činidlo. Je to jedna z průmyslově nejvyráběnějších látek a má velmi široké množství použití v průmyslu stejně jako její soli, dusičnany neboli nitráty.
- Kyselina kyanovodíková HCN je vodný roztok kyanovodíku HCN. Je to slabá toxická kyselina, místy využívaná jako postřik. Její soli se nazývají kyanidy (např. kyanid draselný KCN nebo kyanid sodný NaCN. Kyanidy se v organismech mění na kyanovodík HCN. Také se mohou měnit na uhličitany.

### Organické sloučeniny
Mezi organické sloučeniny dusíku se řadí nitrosloučeniny, nitrososloučeniny, aminy, amoniové soli, kyanatany neboli kyanáty, isokyanatany neboli isokyanáty, thiokyanatany neboli thiokyanáty, isothiokyanatany neboli isothiokyanáty, azosloučeniny, diazoniové soli, deriváty hydrazinu, deriváty hydroxylaminu, aminokyseliny, amidy kyselin, hydrazidy kyselin, laktamy, imidy kyselin a nitrily kyselin. Zvláštní skupinou organických sloučenin dusíku jsou heterocyklické sloučeniny a nitráty.

#### Nitrosloučeniny a nitrososloučeniny
- Nitrosloučeniny obsahují v molekule skupinu -NO2. Mají podle reakčních podmínek mírné oxidační vlastnosti a některé z nich jsou významnými meziprodukty chemického průmyslu, zejména při výrobě aromatických aminů a výbušnin. Vyrábí se nitrací aromátů nitrační směsí nebo nitrací alifátů plynnou HNO3 nebo NOx. Typickým příkladem jsou nitrotolueny, trinitrotoluen nebo nitromethan.
- Nitrososloučeniny obsahují skupinu -NO a jsou to deriváty uhlovodíků, které vznikají náhradou atomu vodíku na terciárním atomu uhlíku. Např. nitrosobenzen.

#### Aminy a amoniové soli
- Aminy jsou deriváty amoniaku, které vznikají náhradou atomů vodíku v jeho molekule, a dělí se na primární se skupinou -NH2, sekundární se skupinou =NH a terciární se skupinou =N-. Aminoskupina je přítomna ve všech aminokyselinách, které jsou základní stavební jednotkou bílkovin. Nejdůležitějším aromatickým aminem je anilín.
- Atom dusíku v aminech má stejně jako v amoniaku volný elektronový pár. Aminy jsou tedy zásadami, mohou poutat H+ a tvořit amoniové soli.

#### Kyanatany a jejich deriváty
- Kyanatany vznikají nahrazením atomu vodíku v uhlovodíku skupinou -O-C≡N
- Isokyanatany vznikají nahrazením atomu vodíku v uhlovodíku skupinou -N=C=O
- Thiokyanatany vznikají nahrazením atomu vodíku v uhlovodíku skupinou -S-C≡N
- Isothiokyanatany vznikají nahrazením atomu vodíku v uhlovodíku skupinou -N=C=S

#### Azosloučeniny a diazoniové soli
- Azosloučeniny jsou dusíkaté deriváty obsahující skupinu -N=N-, na tuto skupinu se mohou vázat dva stejné nebo různé uhlovodíkové zbytky. Např. 4-[4-(dimethylamino)fenylazo]benzen-1-sulfonová kyselina, jejíž sodná sůl, triviálně methyloranž, se používá jako indikátor.
- Diazoniové soli jsou dusíkaté deriváty obsahující funkční skupinu -N+≡N.

#### Deriváty hydroxylaminu a hydrazinu
- Deriváty hydroxylaminu NH2OH jsou dusíkaté deriváty obsahující skupinu -NHOH nebo >NOH
- Deriváty hydrazinu NH2NH2 jsou dusíkaté deriváty, které mají vodíkové atomy v hydrazinu substituované uhlovodíkovými zbytky, které mohou, ale nemusí být stejné.

#### Aminokyseliny
- Aminokyseliny jsou dusíkaté a kyslíkaté deriváty, které obsahují aminoskupinu -NH2 a karboxylovou skupinu -COOH. Aminokyseliny jsou základní stavební jednotky bílkovin a v organismech se vyskytuje pouze 20 proteinogenních aminokyselin (tzn. takových, které se vyskytují v bílkovinách). Všechny tyto aminokyseliny mají triviální názvy, až na glycin jsou opticky aktivní a patří mezi tzv. L-aminokyseliny.
- R-aminokyseliny se vyskytují pouze v savčích mozcích a mají zde důležitou funkci při mozkových pochodech, jako je uchovávání informací v paměti.

#### Další
- Amidy jsou dusíkaté deriváty, které obsahují amidovou skupinu -CO-NH2. Amid vzniká reakcí karboxylové kyseliny s amoniakem R1COOH + NH3 → R1CO-NH2 + H2O
- Imidy jsou dusíkaté deriváty, které obsahují imidovou skupinu -CO-NH-CO-. Ta vzniká reakcí dvou karboxylových kyselin s amoniakem R1COOH + NH3 + R2COOH → R1CO-NH-COR2 + 2 H2O.
- Nitrily jsou dusíkaté deriváty, které obsahují nitrilovou skupinu -C≡N. Pokud pojmenováváme tyto sloučeniny jako nitrily, tak se uhlík vázaný na dusík zahrnuje do názvu uhlovodíkového zbytku. Pokud bychom chtěli pojmenovávat tyto sloučeniny jako kyanidy, tak se uhlík vázaný na dusík nezahrnuje do názvu uhlovodíkového zbytku.
- Hydrazidy jsou dusíkaté deriváty, které obsahují hydrazidovou skupinu R-CO-NH-NH2. V hydrazinu mohou být nahrazeny až všechny čtyři atomy vodíku. R1COOH + NH2NH2 → R1CO-NH-NH2 + H2O.
- Laktamy neboli vnitřní amidy vznikají zacyklením, nejčastěji 4–8 uhlíkatého, amidů karboxylových kyseliny. Na jednom konci uhlíkatého řetězce je aminoskupina a na druhém karboxylová skupina. Laktam vznikne reakcí karboxylové skupiny a aminoskupiny v jedné molekule.
- Nitráty jsou estery kyseliny dusičné, které obsahují nitroskupinu -O-NO2. Nitráty se typicky připravují "nitrací" hydroxysloučenin kyselinou dusičnou ve formě zpravidla nitrační směsi. Ukázkovými představiteli jsou kapalný glyceroltrinitrát "nitroglycerin" nebo krystalický pentaerythritoltetranitrát "pentrit", oba dva brizantní výbušiny.
- Mezi nejdůležitější heterocyklické sloučeniny obsahující v molekule atom dusíku patří